# 權威金融
權威金融集團有限公司，權威金融集團，以及權威金融（英語：Power Financial  Group  Limited，港交所：0397），前稱君陽金融控股有限公司，在2010年1月26日，從香港體檢及醫學診斷控股有限公司更名而來，而前身為「中國保綠資產投資有限公司」，以及「君陽太陽能電力投資有限公司」。
現時主要在中國內地經營太陽能發電業務，薄膜太陽能組件則在鄭州運作，相關業務在北京運作，而營運中心則在青海及河南，除此之外，還持有聯營公司香港體檢，以及上市公司的鉑陽太陽能股權，但以上是在2013年出售。
2013年7月1日君陽太陽能非全資附屬北京君陽與國家開發投資公司入股北京三吉利能源子公司北京三吉利，北京君陽同意以每股1.5015元（人民幣，下同）認購北京三吉利3.5億股股份，總代價為5.25525億元（約6.62億港元），涉及北京三吉利擴大後股本的25.735%。北京三吉利目前持有鄭州裕中煤業49%股本權益

## 連結
- ChinaGogreen.com.hk